# 性別記号
性別記号（せいべつきごう）またはジェンダーシンボル（英語: gender symbol）とは、生物学的性別または社会学的性別（ジェンダー）の別を表すための記号である。生物学・医学、系図、アイデンティティ政治・LGBT関連で用いられる。
男性と女性を表すピクトグラムは公衆便所を表す記号として使用されているが、これは1960年代から広く使用されるようになったものである。

## 生物学・医学
代表的な性別記号は「雄記号」♂と「雌記号」♀である。
元々は、♂は火星、♀は金星を表す占星術記号だった。
1751年、カール・フォン・リンネはこれらの記号を植物の性別（ほとんどの植物は雌雄同体であるが、ここでは交配種における親個体の性別を指す）を表すのに用いた。
性別記号は、科学関連の出版物において、患者などの個体の性別を示すために依然として使用されている 。現在、科学論文に掲載されている血統図では、雄は正方形、雌は円を使用する。
| 記号 | Unicode | JIS X 0213 | 文字参照         | 名称・備考                                                                                               |
| ---- | ------- | ---------- | ---------------- | --- |
| ♂    | U+2642  | 1-1-73     | &#x2642; &#9794; | 雄記号                                                                                                   |
| ♀    | U+2640  | 1-1-74     | &#x2640; &#9792; | 雌記号                                                                                                   |
| □    | U+25A1  | 1-2-2      | &#x25A1; &#9633; | 正方形。血統図で雄を表す。三角形も用いられる。                                                           |
| ○    | U+25CB  | 1-1-91     | &#x25CB; &#9675; | 円。血統図で雌を表す。                                                                                   |
| ☿    | U+263F  | -          | &#x263F; &#9791; | 水星の記号。遺伝子解析などにおいて未成熟の雌を示すために使用される。また、植物学において雌雄同体を表す。 |

## 社会学
性別記号のピクトグラムは公衆便所を表す記号としてよく用いられる。

DOTピクトグラム標準の記号
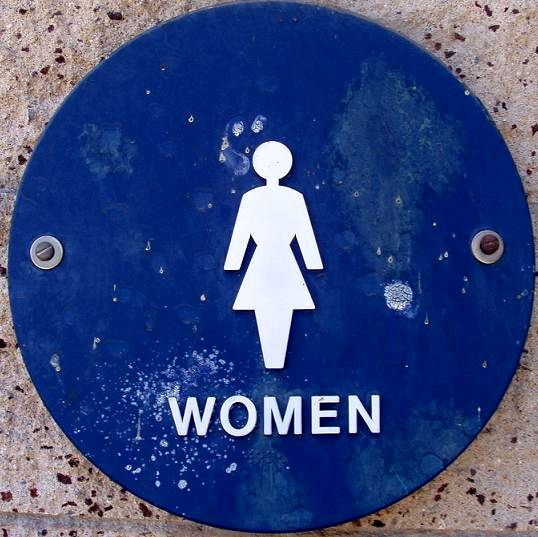
イギリスの標識例
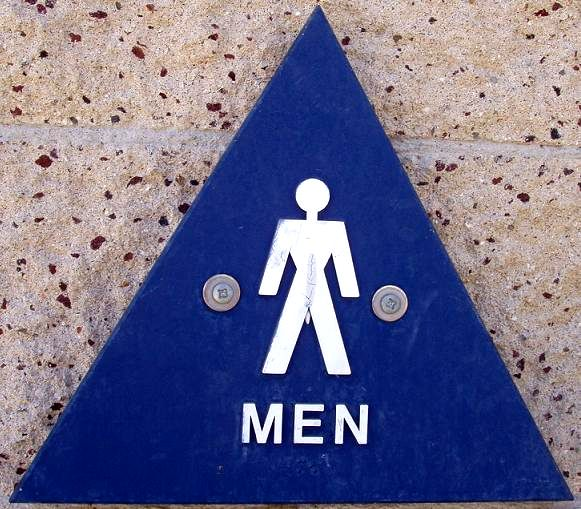
イギリスの標識例

| 記号 | Unicode | JIS X 0213 | 文字参照            | 名称                                                    |
| ---- | ------- | ---------- | ------------------- | ------------------------------------------------------- |
| 🚹   | U+1F6B9 | -          | &#x1F6B9; &#128697; | MENS SYMBOL （SoftBank絵文字）                          |
| 🚺   | U+1F6BA | -          | &#x1F6BA; &#128698; | WOMENS SYMBOL （SoftBank絵文字）                        |
| 🚻   | U+1F6BB | -          | &#x1F6BB; &#128699; | RESTROOM （iモード絵文字・EZweb絵文字・SoftBank絵文字） |

### 派生
1970年代以降、性的指向やアイデンティティ政治を表現するために、性別記号の変種が使用されるようになった。この最初の例は、男性同性愛を表すために、雄記号を2つ重ねたものである。
2000年代以降、性別記号の多くの変種がLGBT関連で導入されてきた。これらの記号の一部は、Unicodeにおいて、2005年のバージョン4.1で新設されたその他の記号ブロックに採用されている。
| 記号 | Unicode | JIS X 0213 | 文字参照         | 名称・備考             |
| ---- | ------- | ---------- | ---------------- | ---------------------- |
| ⚢    | U+26A2  | -          | &#x26A2; &#9890; | 女性同性愛             |
| ⚣    | U+26A3  | -          | &#x26A3; &#9891; | 男性同性愛             |
| ⚤    | U+26A4  | -          | &#x26A4; &#9892; | 異性愛（または両性愛） |
| ⚥    | U+26A5  | -          | &#x26A5; &#9893; | トランスジェンダー     |
| ⚦    | U+26A6  | -          | &#x26A6; &#9894; | トランスジェンダー     |
| ⚧    | U+26A7  | -          | &#x26A7; &#9895; | トランスジェンダー     |